# Dust Bowl
El Dust Bowl (lit. «conca de pols»), o els Dirty Thirties (lit. «els bruts anys trenta»), va ser un període de fortes tempestes de pols que van danyar molt l'ecologia i l'agricultura de les praderies estatunidenques i canadenques durant la dècada del 1930.
Aquest fenomen va ser causat per una sequera greu junt amb dècades en què s'havia practicat l'agricultura extensiva sense rotació de conreus, guarets, conreu de cobertora o altres tècniques per evitar els processos d'erosió eòlica. La llaurada profunda de les terres verges de les Grans Planes havia desplaçat les herbes naturals que arrelaven profundament i que normalment mantenien el sòl en el seu lloc i atrapaven humitat fins i tot en períodes de sequera o de vents forts.
La sequera es va produir en tres onades: 1934, 1936 i 1939-1940, però algunes regions de les Planes altes van experimentar condicions de sequera durant fins a vuit anys.
Durant la sequera de la dècada del 1930, sense tenir ja l'ancoratge natural de les herbes que mantenien el sòl immòbil, si aquest sòl s'assecava es tornava pols, i es desplaçava de l'est cap al sud en grans núvols de pols. De vegades aquests núvols enfosquien el cel i arribaven fins a la costa est, a ciutats com Nova York i Washington DC. Gran part del sòl fèrtil acabava dipositat a l'oceà Atlàntic, portat allà pels vents dominants. Aquests immensos núvols de pols van rebre el nom de «black blizzards» (tempestes sobtades negres) i «black rollers» (corrons negres) i sovint reduïen la visibilitat a un metre o menys. El Dust Bowl va afectar 400.000 km², centrat en els «panhandles» de Texas i Oklahoma, i les parts adjacents de Nou Mèxic, Colorado i Kansas.
Moltes persones, centenars de milers, es van veure forçades a abandonar les seves cases; moltes d'aquestes famílies (sovint coneguts com a «Okies», ja que molts provenien d'Oklahoma) migraren a Califòrnia i altres estats, on van trobar millors condicions de vida durant la Gran Depressió. El Dust Bowl va multiplicar els efectes de la Gran Depressió a la regió i va provocar el desplaçament de població més gran hagut en un curt espai de temps en la història dels Estats Units d'Amèrica. Tres milions d'habitants van deixar les granges durant la dècada del 1930, i més de mig milió va emigrar a altres estats, especialment cap a l'oest. Diverses fonts calculen 5 milions de morts a causa de la fam.
El Dust Bowl ha estat objecte de moltes obres culturals, en particular la novel·la The Grapes of Wrath (1939) de John Steinbeck, la música popular de Woody Guthrie i les fotografies que representen les condicions dels migrants de Dorothea Lange, en particular la Migrant Mother (Mare Migrant). Posteriorment, el 2014, la pel·lícula Interstellar (dirigida per Christopher Nolan) recupera un Dust Bowl futurista com a signe de l'extenuació d'una Terra ja gairebé inhabitable.

## Factors climàtics i humans
Els períodes recurrents de sequera són una característica comuna a les latituds mitjanes, i són modulats pel fenomen ENSO (El Niño–Oscil·lació de Sud). A Amèrica del Nord, les condicions de forta sequera ocorren al sud dels Estats Units d'Amèrica quan les temperatures a la superfície del mar al Pacífic tropical oriental són més baixes del normal (com correspon a La Niña, una fase de l'ENSO). Aquesta sequera es veu reforçada quan coincideixen a l'Atlàntic nord temperatures a la superfície del mar més altes del normal.
Les condicions en què es va presentar el Dust Bowl a la dècada del 1930 resulten atípiques, ja que la sequera es va centrar no al sud sinó a les àrees central i septentrional de les Grans Planes. Els canvis provocats per l'expansió de l'agricultura a la dècada prèvia podrien ser la causa d'aquesta anomalia.
Les gramínies resistents a la sequera de l'ecosistema original de les praderies van ser reemplaçades pels cultius de blat que, en fallar per la sequera, van deixar el terra nu, originant tempestes de pols d'una magnitud sense precedents.
Utilitzant un Model de Circulació General de l'Atmosfera (MCG), un estudi recent conclou que les anomalies tant espacials com d'intensitat (en temperatura i precipitació) podrien haver estat degudes a aquests canvis a la vegetació del sòl i als aerosols de pols a l'atmosfera. La humitat reduïda del sòl provocada per la sequera, les deficients pràctiques agrícoles i la substitució de les pastures natives pels cultius de blat sensibles a la sequera serien la causa del gran augment experimentat per la taxa d'erosió eòlica.
Encara que són escasses les dades sobre la magnitud de la pèrdua de collites o la càrrega d'aerosols injectada a l'atmosfera, l'estudi esmentat estima en 369 milions de tones per any l'emissió neta (emissió menys deposició) durant el Dust Bowl a les Grans Planes.

## Antecedents històrics

### L'extensió de la frontera agrícola
| «                                                                                    | Quin home de bé preferiria un país cobert per boscos i habitat per uns milers de salvatges a la nostra extensa república, sembrada de pobles, ciutats i pròsperes granges, embellida amb totes les millores de l'art o la indústria, ocupada per més de 12.000.000 de gent feliç i dotada de totes les benediccions de la llibertat, la civilització i la religió. | » |
| — Andrew Jackson, president dels Estats Units. Segon missatge anual al Congrés, 1830 | |   |

«La pluja segueix l'aixada». La idea que el clima de les Grans Planes (Great Plains) estava canviant en resposta a l'activitat humana, fent-se més favorable als objectius econòmics dels colons, es va popularitzar enormement a l'última meitat del segle xix coincidint amb l'onada colonitzadora que va assaltar l'últim gran ecosistema durant la conquesta de l'Oest.
Un segle abans, el responsable de la corona espanyola als territoris patagònics, Francisco de Viedma, argumentava sobre els efectes benèfics de poblar la Patagònia: «Els climes deserts varien pel concurs de gent i bestiar: amb els focs, hàlits i calor dels vivents a poc a poc es va temperant l'atmosfera, i produeix a la terra vapors que el fan més benigne i li porten una altra fertilitat». (Dissertació de Francisco de Viedma, 1 de maig de 1784).

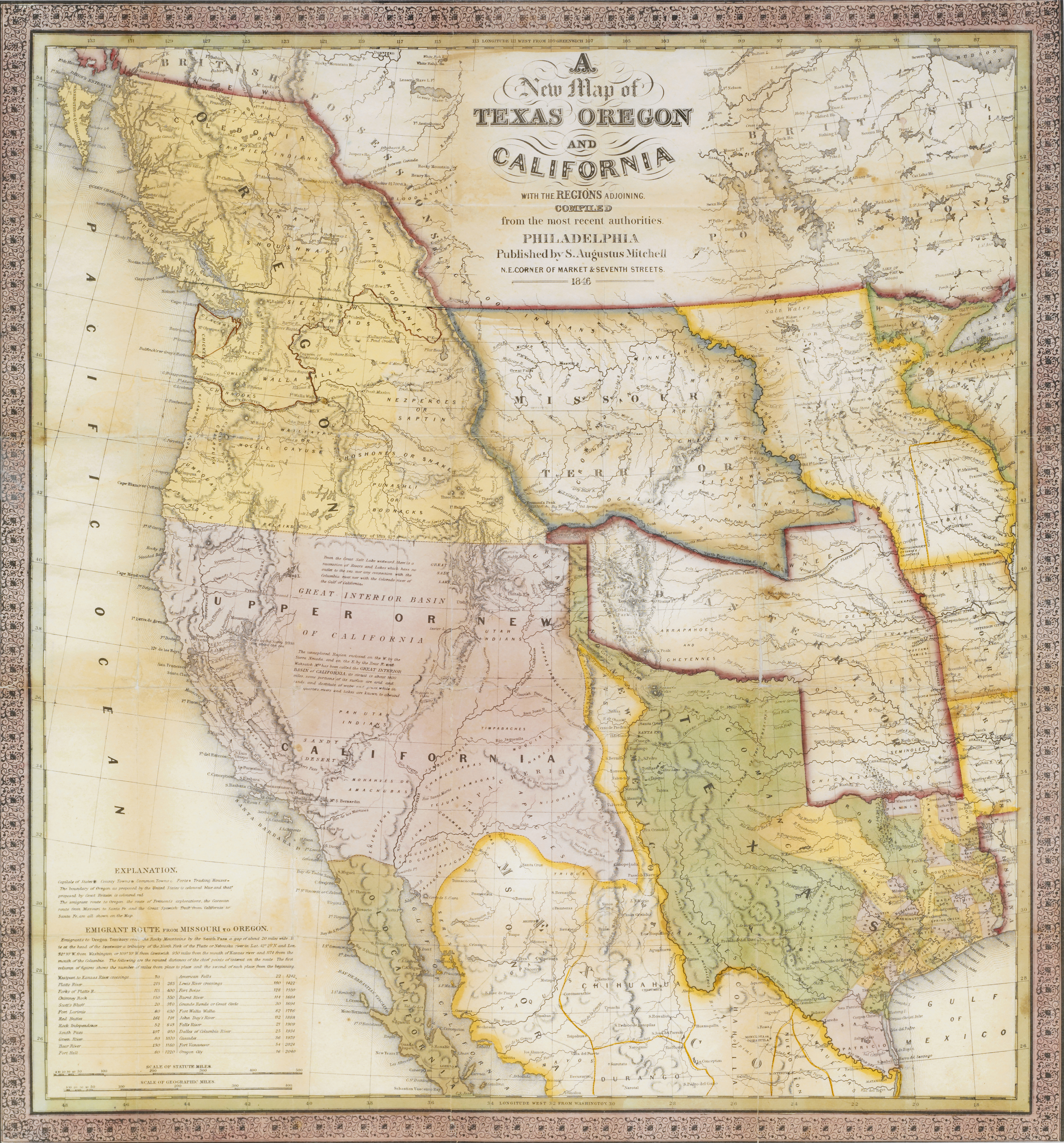
Un nou mapa de Texas, Oregon i Califòrnia, de Samuel Augustus Mitchell, 1846
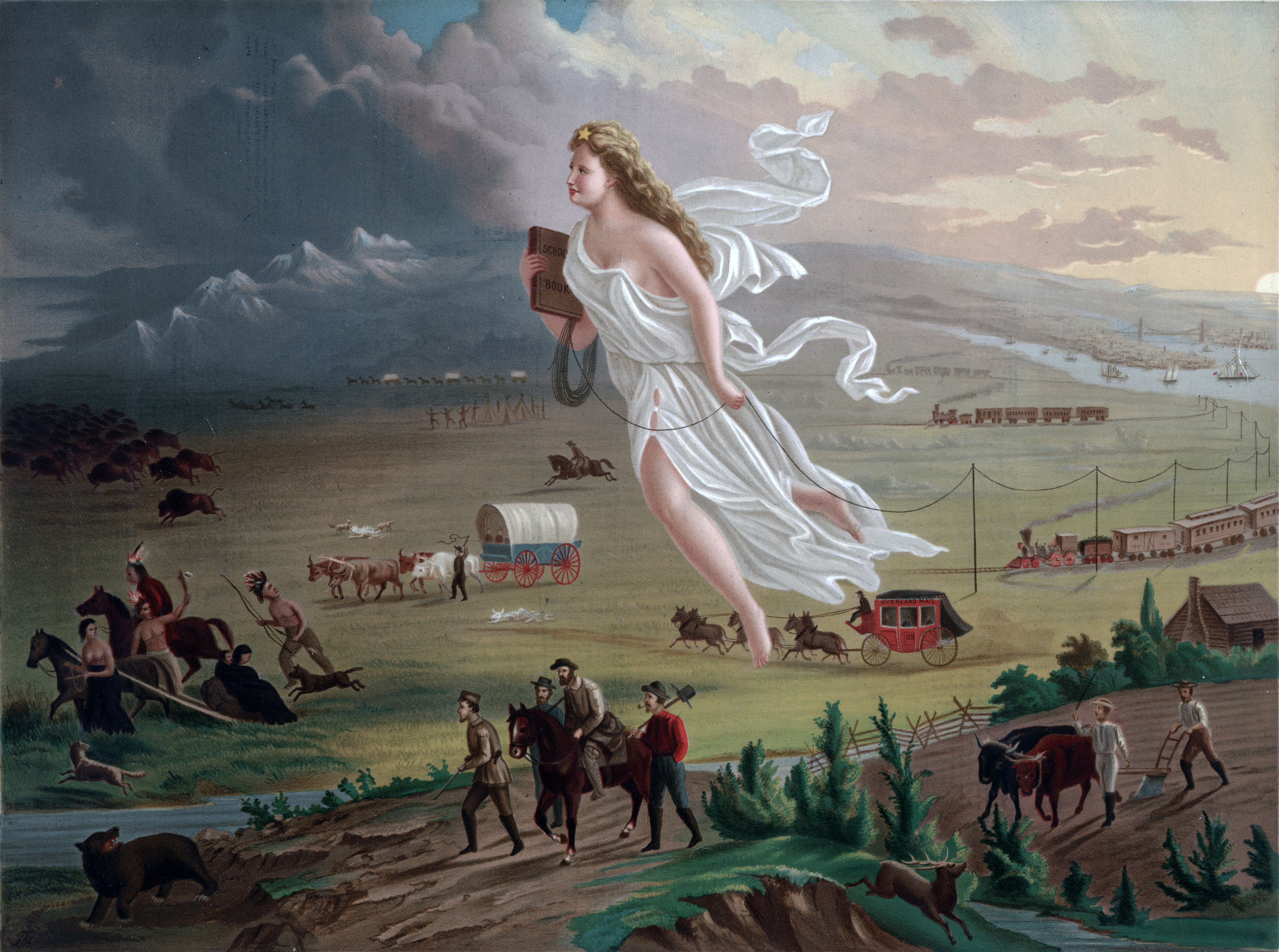
Aquesta pintura mostra el Destí Manifest, la creença en l'expansió cap a l'oest dels Estats Units des de l'Atlàntic fins a l'oceà Pacífic

L'assentament d'aquesta idea es va traduir en lleis com la Timber Culture Act del 1873, que mantenia la il·lusió que, si els colons plantaven arbres a les seves terres, podrien augmentar les pluges. Encara que els recurrents períodes de sequera a les Grans Planes eren reconeguts pels planificadors, la coincidència d'un llarg període plujós va contribuir a mantenir aquesta il·lusió que la «tasca civilitzadora» era recompensada amb pluges.

### Expansió i èxode

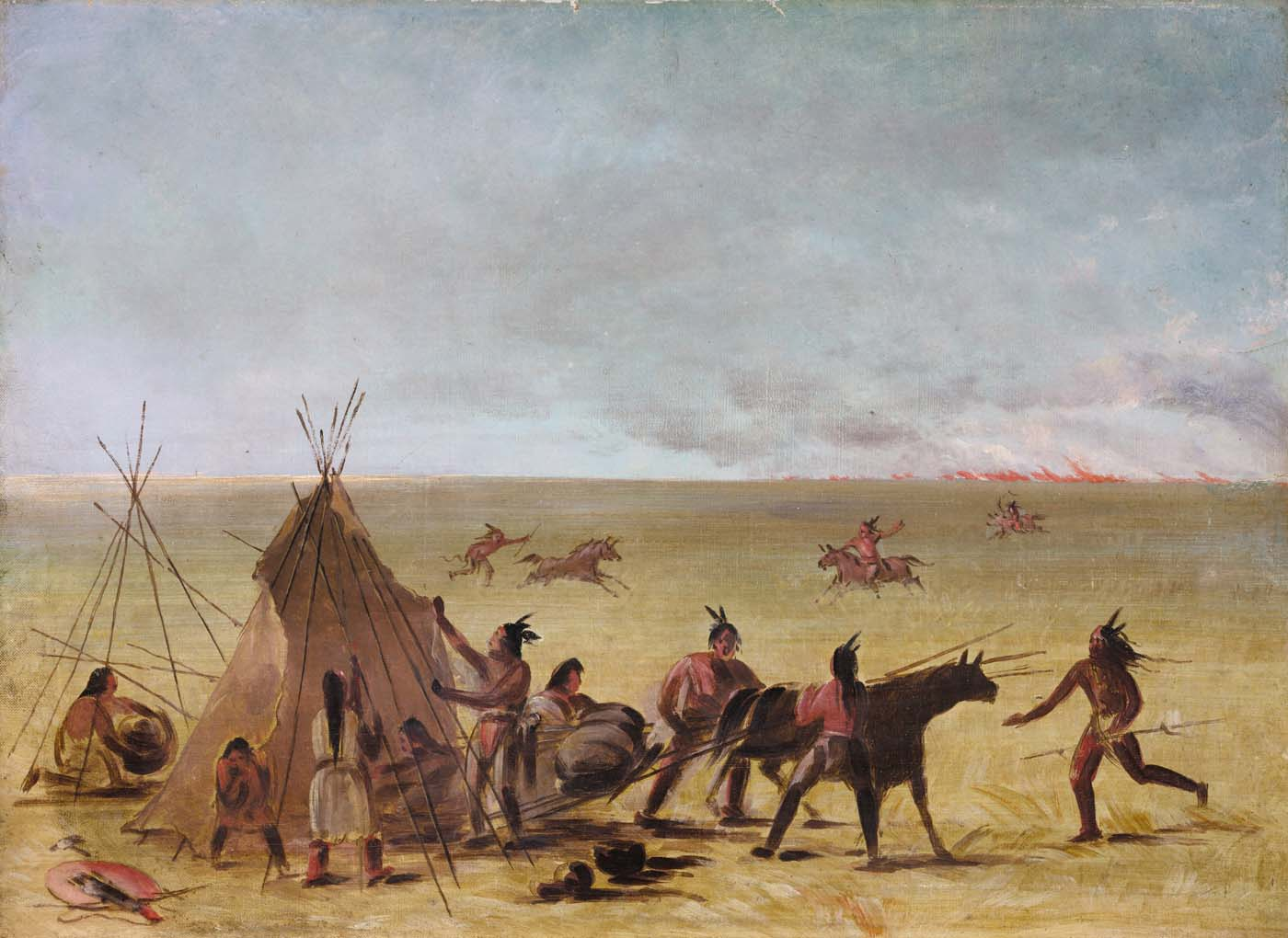
Família índia alarmada davant l'aproximació d'un foc de praderia. Quadre de George Catlin, 1846-1848

Emerich de Vattel, teòric de Dret Internacional, va idear l'aplicació del terme Terra nullius a aquelles terres no cultivades pels pobladors indígenes. Suposant que una terra no cultivada no té bon ús, qualsevol que es dediqués a cultivar-la tindria dret sobre ella. La conclusió va ser declarar els pobles indígenes com a salvatges en un estat previ a la civilització: sense llei, ni drets de propietat, ni sobirania.
A diferència d'Austràlia (on la invenció de la Terra nullius va legitimar la colonització sense necessitat d'una guerra de conquesta o d'acudir a un tractat), als Estats Units d'Amèrica el reconeixement de la sobirania de les tribus índies va fer possible la signatura de tractats amb els Estats Units d'Amèrica, que comportaven la progressiva cessió de terres a canvi de diferents sumes de diners. A canvi d'aquestes cessions (aconseguides mitjançant engany, pressió o suborn), cherokees, chickasaws, choctaws i altres tribus del sud-est serien civilitzades i admeses a la societat blanca.
No obstant això, aquesta política civilitzadora va entrar en crisi a partir de la dècada del 1820. Els cherokees i altres tribus van intentar fer valer aquesta sobirania per evitar les «cessions» obligades de terra. Però el racisme i la ideologia productivista van cimentar el consens nacional i social al voltant del dret d'expansió de la «república blanca», i els pobles indígenes van ser empesos progressivament cap a l'oest i aniquilats (vegeu el Camí de les Llàgrimes o la Llarga marxa dels navahos).

### El Gran Desert Americà

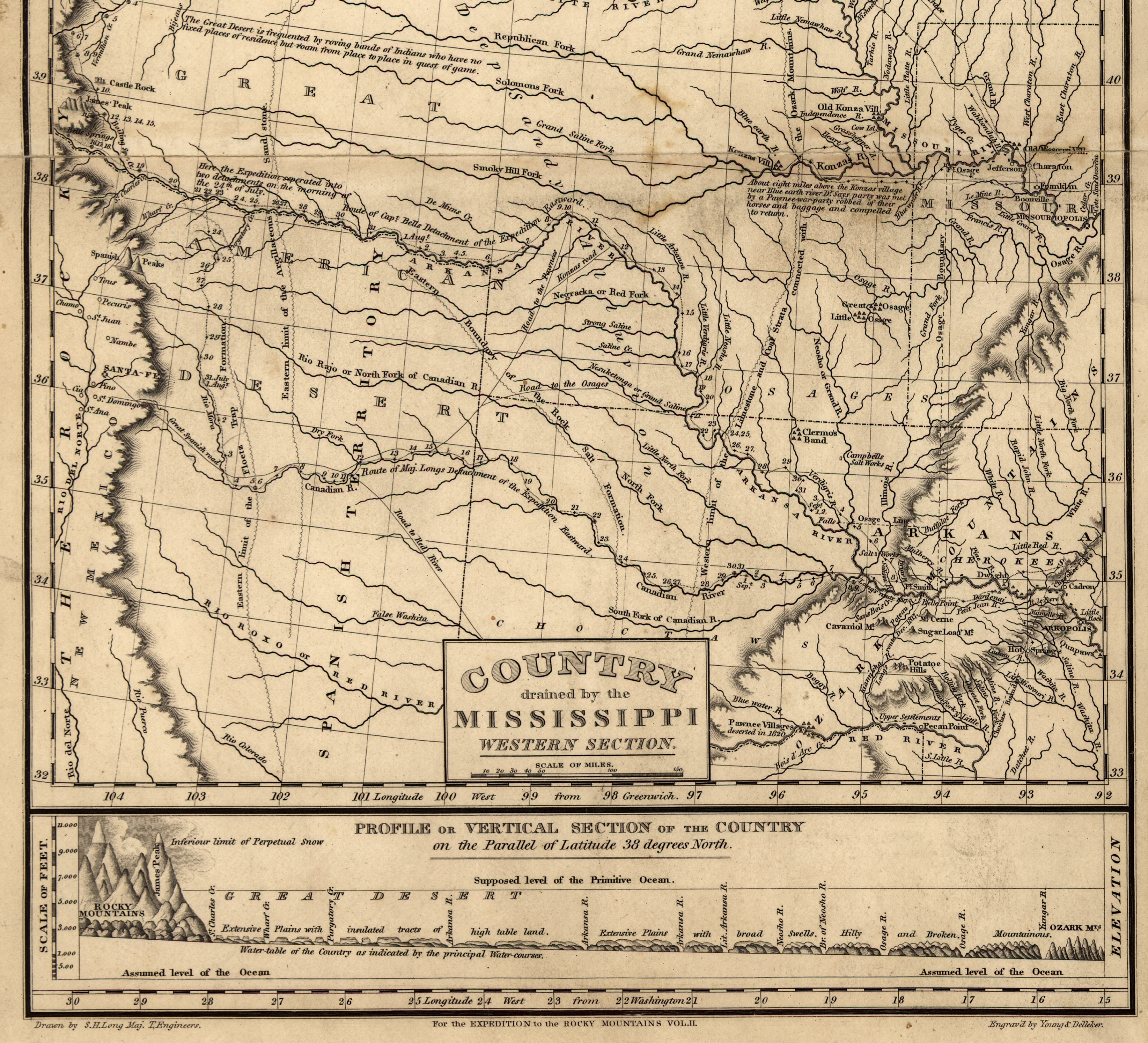
Mapa del Gran Desert Americà elaborat per Stephen S. Long el 1823

Durant la Guerra Civil estatunidenca, els generals van aprendre que atacar els recursos de l'enemic anava més enllà de la simple destrucció de productes materials, ja que els sistemes socials i econòmics de l'enemic també resultaven destruïts. Exemple d'aquesta estratègia van ser les campanyes a la Vall de Shenandoah, on es va fer ús del concepte de guerra total emprant tàctiques de terra cremada per destruir les fonts d'aprovisionament de l'enemic i la resistència de la població.
Convertit en cap de l'exèrcit, el general W. T. Sherman va proposar destruir els ramats de búfals dels quals depenien els indígenes de les planes. Derrotar les nacions índies destruint els seus mitjans de supervivència era una opció molt accessible gràcies al ferrocarril, que permetia als caçadors arribar als seus objectius i embarcar les pells cap als mercats lucratius de l'est.
El Tractat de Medicine Lodge, signat el 1867 pel president dels Estats Units d'Amèrica amb les nacions comanxe, kiowa, apatxe kiowa i altres tribus, reconeixia drets de caça sobre la major part del territori conegut com a «Gran Desert Americà» (Great American Desert), les pastures àrides de l'Oest que ningú no volia. El cor de tal àrea era coneguda com Llano Estacado (Plana Estacada) a causa de les estaques que la gent clavava per orientar-se en la immensitat de la plana.
Pocs anys després, els caçadors blancs van envair les terres del tractat i van matar bisons per milions, apilant les pells per vendre-les amb gran benefici a l'Est. «Set milions de lliures de llengües de bisó van ser embarcades a Dodge City (Kansas) el 1872-1873, un període de dos anys en què agents del govern van calcular la matança en vint-i-cinc milions de bisons. Els seus ossos, blanquejats pel sol, s'apilaven en grans piles a les estacions del ferrocarril per ser venudes per fins a deu dòlars la tona. Un caçador professional anomenat Tom Nixon deia haver matat 120 animals en quaranta minuts».
Una de les últimes batalles a les Grans Planes, la Guerra del Riu Roig (1874), va suposar la derrota de la nació comanxe. L'exèrcit dirigit per Philip Sheridan va sacrificar més de mil cavalls a la batalla del canò de Palo Duro, deixant als guerrers sense muntures. Els supervivents van ser conduïts a camps del Territori Indi (Oklahoma), i alguns líders van ser empresonats a Florida.
La Llei Homestead, aprovada pel Congrés el maig de 1862, va oferir parcel·les gratuïtes als colons que s'establissin a les Grans Planes un mínim de cinc anys, cultivessin la terra i construïssin una casa. Les vaques van substituir el búfal, i van ser reemplaçades més tard per ovelles.
El gran desenvolupament de les màquines de cultivar i, en concret, la introducció de la fulla d'acer substituint els estris de ferro que realitza John Deere a partir de 1837, van facilitar el cultiu del sòl de les Grans Planes, difícil de llaurar pel seu caràcter argilós.
La tasca de l'aixada va ser tan intensa que quan els conservacionistes van mirar cap al territori de les grans praderies, el triangle amb base a Indiana i Texas que es projecta fins a Manitoba pel nord, l'ecosistema original de les praderies pràcticament havia desaparegut. A l'espai d'una vida humana un paisatge edènic va ser pres pel sistema productivista i liquidat.
La destrucció de les comunitats de gramínies, que mantenien el sòl cohesionat i atrapaven humitat, va deixar el sòl sense protecció. La sequera va reduir les capes superiors de terra a pols que va ser desplaçat cap al sud i l'est, formant núvols gegantins que van acabar dipositant gran part del terra a l'Atlàntic.

## Característiques geogràfiques i inicis delDust Bowl
Amb una comprensió insuficient de l'ecologia de les planes, els agricultors havien dut a terme un llaurament profund extensiu de la terra vegetal verge de les Grans Planes durant la dècada anterior; això havia desplaçat les herbes autòctones d'arrels profundes que normalment atrapaven el sòl i la humitat fins i tot durant els períodes de sequera i vents forts. La ràpida mecanització de l'equip agrícola, especialment els petits tractors de gasolina, i l'ús generalitzat de la recol·lectora van contribuir a les decisions dels agricultors de convertir pastures àrides (gran part de les quals no rebien més de ~250 mm de precipitació a l'any) en terres de cultiu.
Durant la sequera de la dècada del 1930, el sòl sense ancorar es va convertir en pols, que els vents dominants van emportar en grans núvols que de vegades ennegrien el cel. Aquestes pols sufocants, anomenades «black blizzards» (tempestes sobtades negres) i «black rollers» (corrons negres), van viatjar a través del país, arribant fins a la costa est i colpejant ciutats com Nova York i Washington, D.C. A les planes, sovint reduïen la visibilitat a 1 m o menys. El reporter de l'Associated Press, Robert E. Geiger, es trobava a Boise City (Oklahoma), per presenciar les tempestes negres del «Black Sunday» (Diumenge Negre) del 14 d'abril de 1935; Edward Stanley, l'editor de notícies de Kansas City de l'Associated Press, va encunyar el terme «Dust Bowl» (Conca de pols), mentre reescrivia la notícia de Geiger.

Map of states and counties affected by the Dust Bowl between 1935 and 1938 originally prepared by the Soil Conservation Service. The most severely affected counties during this period are colored

El terme «The Dust Bowl» originalment es referia a l'àrea geogràfica afectada per la pols, però avui en dia sol referir-se a l'esdeveniment en si (a vegades també s'utilitza el terme «Dirty Thirties» (Els bruts anys trenta)). La sequera i l'erosió del Dust Bowl van afectar 100 milions d'acres (400.000 km²) que es van centrar al Texas Panhandle i Oklahoma Panhandle i van tocar seccions adjacents de Nou Mèxic, Colorado i Kansas. El Dust Bowl va obligar a desenes de milers de famílies afectades per la pobresa, que no podien pagar hipoteques ni cultivar els cultius, a abandonar les seves granges, i les pèrdues van arribar als 25 milions de dòlars al dia el 1936 (equivalent a 530 milions de dòlars el 2022). Moltes d'aquestes famílies, sovint anomenades «Okies» perquè moltes d'aquestes procedien d'Oklahoma, van emigrar a Califòrnia i altres estats que la Gran Depressió havia fet que les condicions econòmiques fossin un poc millor que les que havien deixat.
L'àrea de Dust Bowl es troba principalment a l'oest del meridià 100 de les Planes altes, caracteritzades per planes que varien des dels terrenys ondulats al nord fins a planes al Llano Estacado. L'elevació oscil·la entre els 760 m a l'est i els 1.800 m a la base de les Muntanyes Rocoses. La zona és semiàrida, rep menys de 510 mm de pluja anualment; aquestes precipitacions donen suport al bioma de praderia de pastura curta present originalment a la zona. La regió també és propensa a una sequera prolongada, alternant-se amb una humitat inusual de durada equivalent. Durant els anys humits, el sòl ric proporciona una producció agrícola abundant, però els cultius fracassen durant els anys secs. La regió també està subjecta a forts vents.
Durant les primeres exploracions europees i americanes de les Grans Planes, aquesta regió es va considerar inadequada per a l'agricultura a l'estil europeu; els exploradors el van anomenar el Gran Desert Americà. La manca d'aigua superficial i fusta va fer que la regió fos menys atractiva que altres àrees per a l'assentament i l'agricultura pioners.

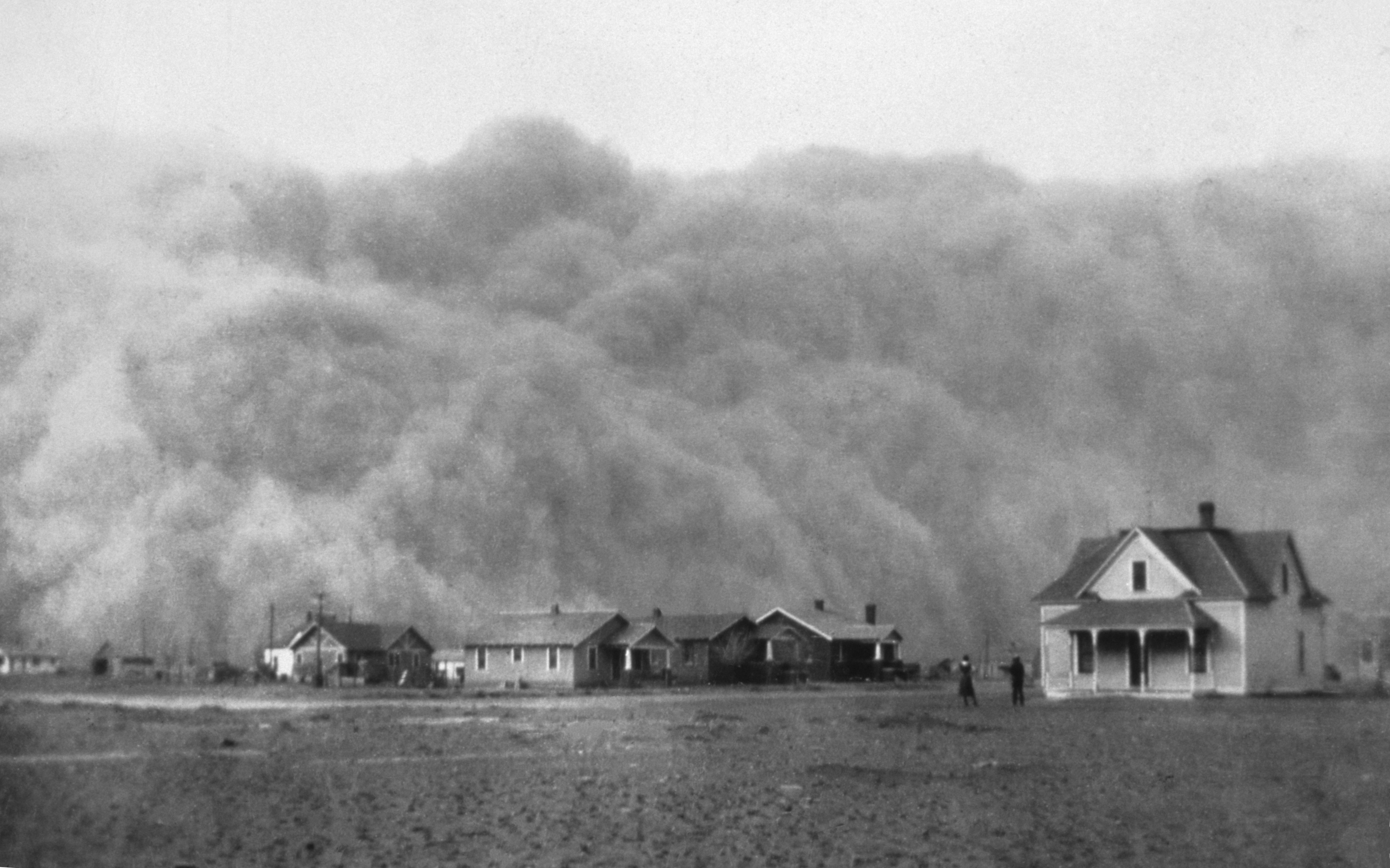
A dust storm approaches Stratford, Texas, in 1935.

El govern federal va encoratjar l'assentament i el desenvolupament de les Planes per a l'agricultura mitjançant la Homestead Act de 1862, oferint als colons parcel·les de 160 acres (65 ha). Amb el final de la Guerra Civil el 1865 i la finalització del Primer Ferrocarril Transcontinental el 1869, onades de nous migrants van arribar a les Grans Planes, i van augmentar molt la superfície cultivada. Un període inusualment humit a les Grans Planes va fer creure erròniament als colons i al govern federal que «la pluja segueix l'aixada» (frase popular entre els promotors estatals) i que el clima de la regió havia canviat permanentment. Tot i que els esforços agrícoles inicials eren principalment la ramaderia bovina, l'efecte advers dels durs hiverns sobre el bestiar a partir de 1886, una breu sequera el 1890 i el sobrepasturatge general, van portar a molts terratinents a augmentar la quantitat de terra cultivada.
Reconeixent el repte de conrear terres àrides marginals, el govern dels Estats Units d'Amèrica va ampliar els 160 acres (65 ha) que s'ofereixen en virtut de la Homestead Act, concedint 640 acres (260 ha) als agricultors de l'oest de Nebraska sota la Kinkaid Act (1904), i 320 acres (130 ha) a altres llocs de les Grans Planes en virtut de l' Enlarged Homestead Act de 1909. Onades de colons europeus van arribar a les planes a principis del segle xx. El retorn d'un temps inusualment humit semblava confirmar una opinió prèviament sostenida que la zona «anteriorment» semiàrida podria donar suport a l'agricultura a gran escala. Al mateix temps, les millores tecnològiques com el llaurament mecanitzat i la recol·lecció mecanitzada van permetre explotar propietats més grans sense augmentar els costos laborals.
Els efectes combinats de la Revolució Russa, que va disminuir l'oferta de blat i altres conreus de productes bàsics, i la Primera Guerra Mundial van augmentar els preus agrícoles; aquesta demanda va animar els agricultors a augmentar dràsticament el cultiu. Per exemple, al Llano Estacado de l'est de Nou Mèxic i el nord-oest de Texas, la superfície de conreu es va duplicar entre 1900 i 1920, després es va triplicar de nou entre 1925 i 1930. Els mètodes agrícoles afavorits pels agricultors durant aquest període van crear les condicions per a una erosió a gran escala en determinades condicions ambientals. La conversió generalitzada de la terra per llaurada profunda i altres mètodes de preparació del sòl per permetre l'agricultura va eliminar les herbes autòctones que mantenien el sòl al seu lloc i ajudaven a retenir la humitat durant els períodes secs. A més, els agricultors de cotó van deixar els camps nus durant els mesos d'hivern, quan els vents a les Planes altes són més forts, i van cremar els rostolls com a mitjà per controlar les males herbes abans de la sembra, privant així el sòl de nutrients orgànics i vegetació superficial.

## Sequera i tempestes de pols
Després d'unes condicions climàtiques força favorables a la dècada del 1920 amb bones precipitacions i hiverns relativament moderats, que van permetre un augment de l'assentament i el cultiu a les Grans Planes, la regió va entrar en una època inusualment seca l'estiu de 1930. Durant la dècada següent, les planes del nord van patir quatre dels seus set anys naturals més secs des de 1895, Kansas quatre dels seus dotze més secs, i tota la regió al sud fins a l'oest de Texas no van tenir cap període de pluges superiors a la normal fins que va arribar a pluges rècord el 1941. Quan una forta sequera va afectar la regió de les Grans Planes a la dècada del 1930, va provocar l'erosió i la pèrdua de la capa vegetal a causa de les pràctiques agrícoles de l'època. La sequera va assecar la terra vegetal i amb el temps es va reduir a una consistència en pols en alguns llocs. Sense les herbes autòctones al seu lloc, els forts vents que es produeixen a les planes van agafar la capa vegetal i van crear les massives tempestes de pols que van marcar el període Dust Bowl. El temps sec persistent va fer que les collites fallessin, deixant els camps llaurats exposats a l'erosió eòlica. El sòl fi de les Grans Planes es va erosionar fàcilment i es va portar a l'est pels forts vents continentals.

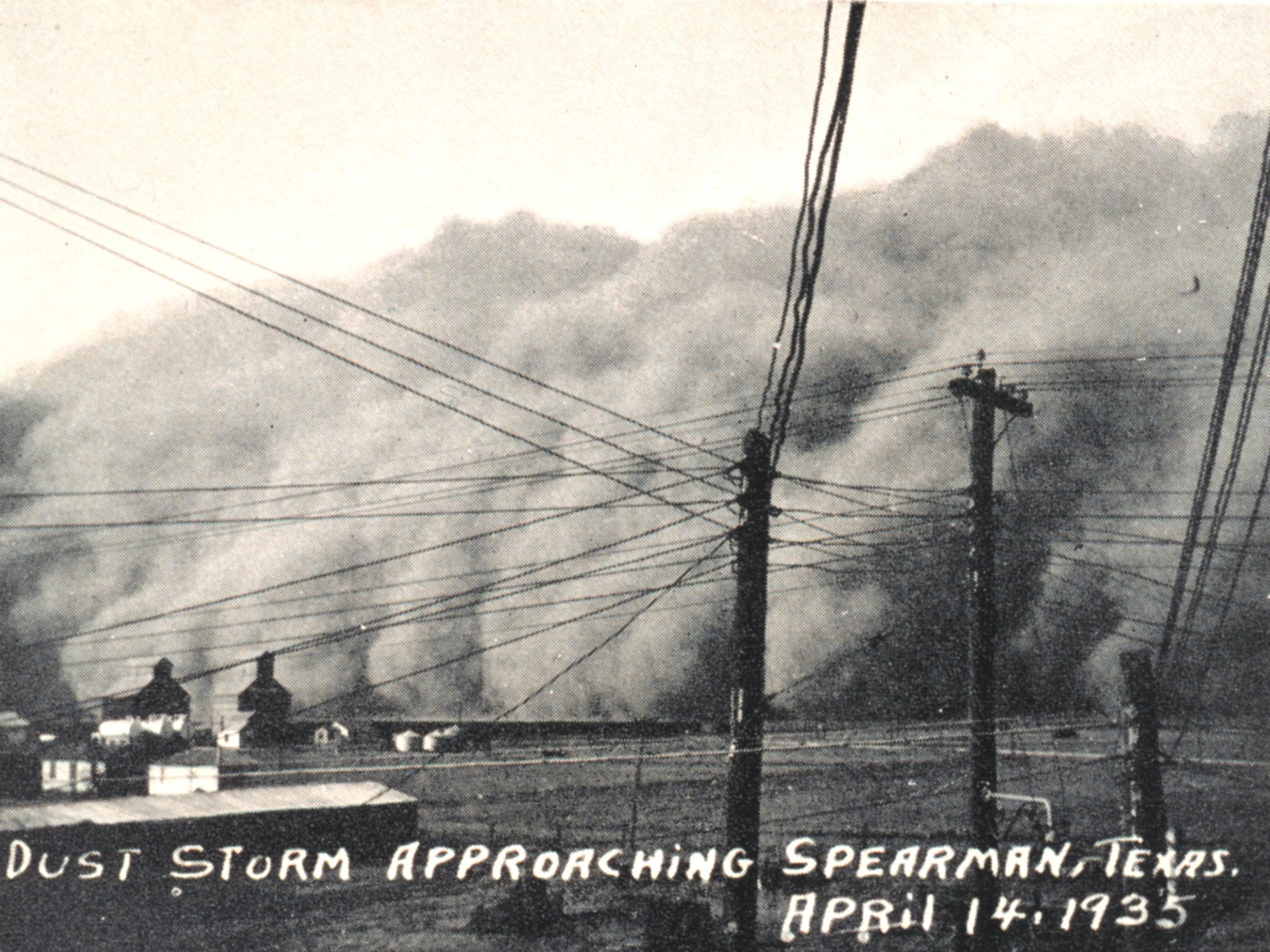
Una tempesta de pols; Spearman (Texas). 14 d'abril de 1935
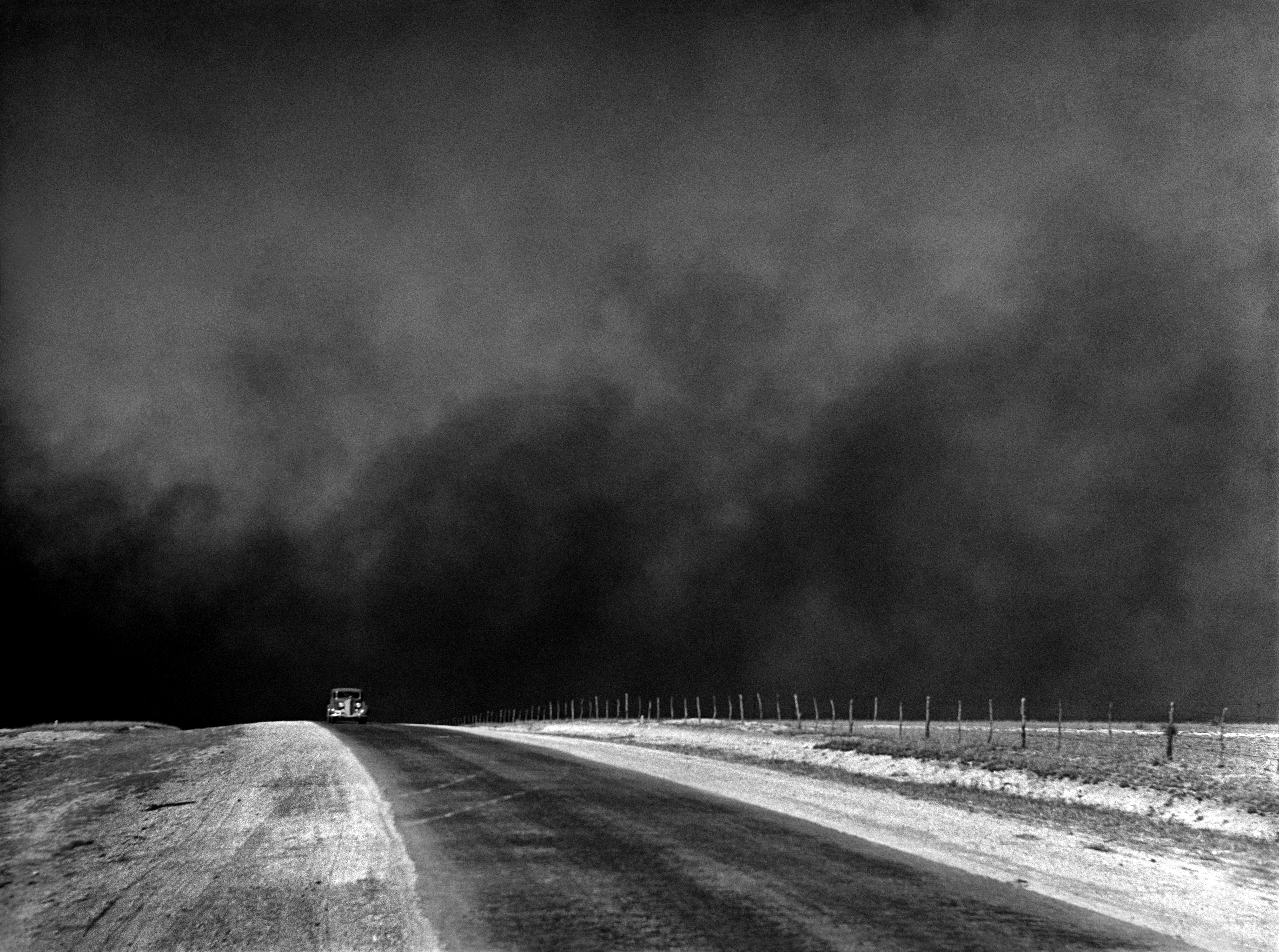
Núvols negres de pols que s'eleven sobre el Texas Panhandle, Texas, c. 1936

L'11 de novembre de 1933, una tempesta de pols molt forta va treure la terra vegetal de les terres de conreu dessecades de Dakota del Sud en una d'una sèrie de tempestes de pols severes aquell any. A partir del 9 de maig de 1934, una forta tempesta de pols de dos dies va eliminar grans quantitats de terra vegetal de les Grans Planes en una de les pitjors tempestes del Dust Bowl. Els núvols de pols van volar fins a Chicago, on van dipositar ~ 5500 tones. Dos dies més tard, la mateixa tempesta va arribar a ciutats de l'est, com Cleveland, Buffalo, Boston, Nova York i Washington, D.C. Aquell hivern (1934-1935), la «neu vermella» va caure a Nova Anglaterra.
El 14 d'abril de 1935, conegut com a «Black Sunday» (Diumenge Negre), es van produir 20 de les pitjors «black blizzards» (tempestes negres) a tota la regió de les Grans Planes, des del Canadà fins al sud de Texas. Les tempestes de pols van causar grans danys i semblaven convertir el dia en nit; testimonis van informar que en determinats punts no podien veure cinc peus (metre i mig) davant d'ells. El reporter de l'Associated Press, amb seu a Denver, Robert E. Geiger, es trobava aquell dia a Boise City, Oklahoma. La seva història sobre el Diumenge Negre va marcar la primera aparició del terme «Dust Bowl» (Conca de pols); va ser encunyat per Edward Stanley, editor de notícies de Kansas City de l'Associated Press, mentre reescrivia la notícia de Geiger.
| «                                       | Spearman i el comtat de Hansford han estat literalment [sic] en un núvol de pols durant la setmana passada. Des del divendres de la setmana passada, no hi ha hagut un dia passat però el que la comarca va ser assetjada [sic] amb una ràfega de vent i brutícia. En rares ocasions en què el vent va disminuir durant un període d'hores, l'aire s'ha omplert de pols tant que la ciutat semblava estar sobrepassat per un núvol de boira. A causa d'aquesta llarga pols i de tots els edificis que s'omplen d'ella, l'aire s'ha tornat sufocant per respirar i moltes persones han patit mal de coll i refredats de pols com a resultat. | » |
| — Spearman Reporter, 21 de març de 1935 | |   |

Bona part de les terres de conreu es van erosionar arran del Dust Bowl. El 1941, una estació d'experiments agrícoles de Kansas va publicar un butlletí que suggeria el restabliment de les herbes natives pel «mètode del farratge sec». Desenvolupat el 1937 per accelerar el procés i augmentar els rendiments de les pastures, originalment se suposava que el «mètode del fenc» es va produir a Kansas de manera natural durant 25-40 anys. Després de moltes anàlisis de dades, el mecanisme causal de les sequeres es pot relacionar amb anomalies de la temperatura de l'oceà. Concretament, les temperatures de la superfície del mar de l'Oceà Atlàntic semblen haver tingut un efecte indirecte en la circulació atmosfèrica general, mentre que les temperatures de la superfície del mar del Pacífic semblen haver tingut la influència més directa.

## Desplaçament humà
Aquesta catàstrofe va intensificar l'impacte econòmic de la Gran Depressió a la regió.
L'any 1935, moltes famílies es van veure obligades a abandonar les seves finques i desplaçar-se a altres zones per buscar feina a causa de la sequera (que en aquella època ja durava quatre anys). L'abandonament de les cases i la ruïna financera com a conseqüència de la pèrdua catastròfica de la capa vegetal van provocar fam i pobresa generalitzades. Les condicions del Dust Bowl van fomentar un èxode dels desplaçats de Texas, Oklahoma i les Grans Planes circumdants cap a les regions adjacents. Més de 500.000 estatunidencs es van quedar sense casa. Més de 350 cases van haver de ser enderrocades només després d'una tempesta. La severa sequera i les tempestes de pols havien deixat molts sense sostre; d'altres tenien les seves hipoteques adjudicades pels bancs, o consideraven que no tenien més remei que abandonar les seves granges a la recerca de feina. Molts estatunidencs van emigrar cap a l'oest buscant feina. Els pares van empaquetar «jalopies» amb les seves famílies i algunes pertinences personals i es van dirigir cap a l'oest a la recerca de feina. Alguns residents de les Planes, especialment a Kansas i Oklahoma, van emmalaltir i van morir de pneumònia per la pols o desnutrició.

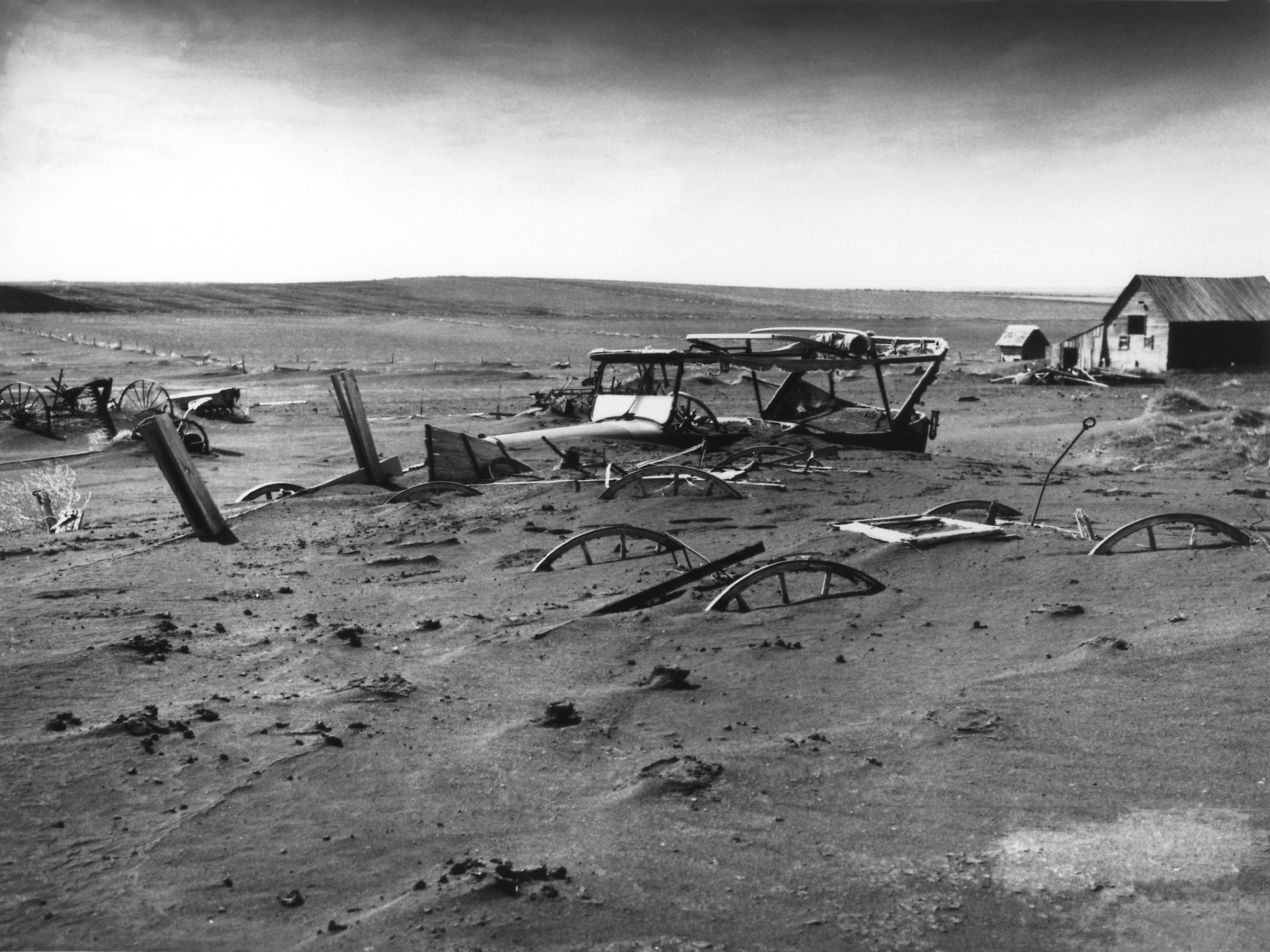
Maquinària soterrada en un solar d'una granja; Dallas, Dakota del Sud, maig de 1936
«Broke, baby sick, and car trouble!» (Arruïnat, nadó malalt i problemes amb el cotxe!). Fotografia de 1937 de Dorothea Lange d'una família d'immigrants de Missouri situada a prop de Tracy, Califòrnia.[41]

Entre 1930 i 1940, aproximadament 3,5 milions de persones es van traslladar fora dels estats de les Planes. En poc més d'un any, més de 86.000 persones van emigrar a Califòrnia. Aquest nombre és més que el nombre de migrants a aquesta zona durant la febre de l'or de 1849. Els migrants van abandonar granges a Oklahoma, Arkansas, Missouri, Iowa, Nebraska, Kansas, Texas, Colorado i Nou Mèxic, però sovint se'ls coneixia com «Okies», «Arkies» o «Texies». Termes com «Okies» i «Arkies» es van conèixer a la dècada del 1930 com els termes estàndard per als que ho havien perdut tot i que estaven lluitant més durant la Gran Depressió.
Tanmateix, no tots els migrants van recórrer llargues distàncies; la majoria dels migrants van participar en la migració interna de l'estat passant de comtats que el Dust Bowl va tenir molt impacte a altres comtats menys afectats. Tantes famílies van abandonar les seves granges i es van moure que la proporció entre migrants i residents era gairebé igual als estats de les Grans Planes.

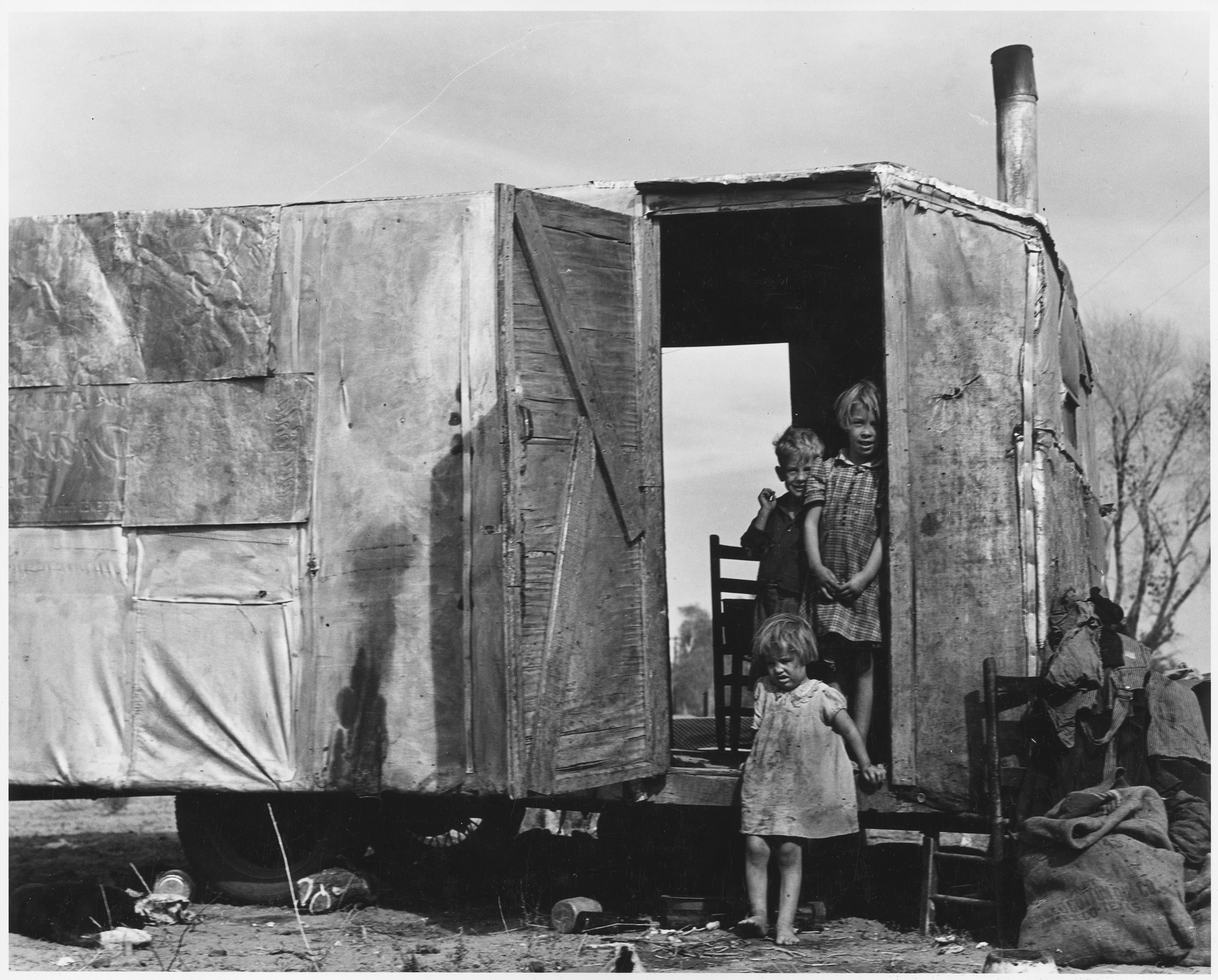
Una família d'emigrants de Texas que viu en un remolc en un camp de cotó d'Arizona

Un examen de les estadístiques de l'Oficina del Cens i altres registres, i una enquesta de 1939 sobre l'ocupació de l'Oficina d'Economia Agrícola d'unes 116.000 famílies que van arribar a Califòrnia a la dècada del 1930, van mostrar que només el 43% dels habitants del sud-oest feien treballs agrícoles immediatament abans de migrar. Gairebé un terç de tots els migrants eren professionals o treballadors de «coll blanc». Específicament per als agricultors, mentre que alguns d'ells van haver d'assumir mà d'obra no qualificada quan es van traslladar, abandonar el sector agrícola normalment va comportar una major mobilitat social en el futur, ja que hi havia una probabilitat molt més gran que els agricultors migrants passéssin més tard a un sector semiqualificat o alt (camps especialitzats que pagaven millor). Els no-agricultors van experimentar més moviments ocupacionals a la baixa que els agricultors, però en la majoria dels casos no van ser prou significatius com per portar-los a la pobresa, perquè els migrants altament qualificats tenien més probabilitats de patir un canvi a la baixa cap al treball semiqualificat. Tot i que el treball semiqualificat no pagava tan bé com el treball altament qualificat, la majoria d'aquests treballadors no estaven empobrits. En la seva majoria, al final del Dust Bowl, els migrants generalment estaven millor que els que van optar per quedar-se enrere segons els seus canvis ocupacionals.
Després que va acabar la Gran Depressió, alguns migrants van tornar als seus estats originals. Molts altres es van quedar on s'havien reassentat. Al voltant d'una vuitena part de la població de Califòrnia són descendents d'Okies.

## La resposta del govern
La participació molt ampliada del govern en la gestió de la terra i la conservació del sòl va ser un resultat important del desastre. Els diferents grups van adoptar molts enfocaments diferents per respondre al desastre. Per identificar les zones que necessitaven atenció, grups com el Servei de Conservació del Sòl (Soil Conservation Service) van generar mapes detallats del sòl i van fer fotografies del terreny des del cel. Per crear cinturons de protecció per reduir l'erosió del sòl, grups com el projecte forestal dels Estats de la Praderia del Servei Forestal dels Estats Units van plantar arbres en terres privades. Finalment, grups com l'Administració de reassentament, que més tard esdevingué l'Administració de seguretat agrícola, van animar els propietaris de petites granges a reassentar-se en altres terres, si vivien a parts més seques de les Planes.
Durant els primers 100 dies en el càrrec del president Franklin D. Roosevelt el 1933, la seva administració va iniciar ràpidament programes per conservar el sòl i restaurar l'equilibri ecològic de la nació. El secretari de l'Interior Harold L. Ickes va establir el Servei d'Erosió del Sòl l'agost de 1933 sota la direcció de Hugh Hammond Bennett. L'any 1935 va ser transferit i reorganitzat sota el Departament d'Agricultura i va passar a denominar-se Servei de Conservació del Sòl. Actualment es coneix com el Servei de Conservació dels Recursos Naturals (Natural Resources Conservation Service, NRCS).
Com a part dels programes del New Deal, el Congrés va aprovar la Llei de conservació del sòl i assignació domèstica (Soil Conservation and Domestic Allotment Act) el 1936, que obligava als propietaris a compartir les subvencions governamentals assignades amb els treballadors que treballaven a les seves granges. Segons la llei, «els pagaments de beneficis es van continuar com a mesures per al control de la producció i el suport a la renda, però ara es finançaven amb crèdits directes del Congrés i es justificaven com a mesures de conservació del sòl. La Llei va canviar l'objectiu de la paritat de la igualtat de preus dels productes bàsics agrícoles i els articles que els agricultors compren per a la igualtat d'ingressos de la població agrícola i no-agrícola». Així, l'objectiu de la paritat era tornar a crear la relació entre el poder adquisitiu dels ingressos nets per persona de les explotacions agrícoles i el dels ingressos de les persones no-agrícoles que va prevaler durant el període 1909-1914.
Per estabilitzar els preus, el govern va pagar als agricultors i va ordenar que es sacrifiquessin més de sis milions de porcs, com a part de la Llei d'ajustament agrícola (Agricultural Adjustment Act, AAA). Es pagava per tenir la carn envasada i repartir-la als pobres i famolencs. La Federal Surplus Relief Corporation (FSRC) es va establir per regular els cultius i altres excedents. FDR en una adreça el 14 de maig de 1935 a l'AAA va comentar:
| « | Permeteu-me deixar clar un altre punt en benefici dels milions de ciutats que han de comprar carns. L'any passat la Nació va patir una sequera d'una intensitat inigualable. Si no hi hagués hagut un programa de govern, si l'antic ordre hagués aconseguit el 1933 i el 1934, aquella sequera a les ramaderies d'Amèrica i al cinturó de blat de moro hauria provocat la comercialització de bestiar prim, porcs immadurs i la mort d'aquests animals al camp i a la granja, i si l'antic ordre hagués estat vigent aquells anys, hauríem tingut una mancança molt més gran que la que ens enfrontem avui dia. El nostre programa –ho podem demostrar– va salvar la vida de milions de caps de bestiar. Encara es troben al camp, i altres milions de caps avui estan enllaunats i preparats per menjar aquest país. | » |

El FSRC va desviar productes agrícoles cap a organitzacions d'ajuda. Es van distribuir pomes, mongetes, carn de vedella en conserva, farina i productes de porc a través dels canals de socors locals. Més tard es van incloure articles de cotó per vestir els necessitats
El 1935, el govern federal va formar un Servei de Socors per la Sequera (Drought Relief Service, DRS) per coordinar les activitats de socors. El DRS va comprar bestiar als comtats designats com a zones d'emergència, per 14 a 20 dòlars per cap. Es van matar els animals considerats no aptes per al consum humà; a l'inici del programa, més del 50% estaven així designats a les zones d'emergència. El DRS va assignar el bestiar restant a la Federal Surplus Relief Corporation (FSRC) per ser utilitzat en la distribució d'aliments a les famílies de tot el país. Tot i que als agricultors els costava renunciar als seus ramats, el programa de matança de bestiar va ajudar a molts d'ells a evitar la fallida. «El programa de compra de bestiar del govern va ser una benedicció per a molts agricultors, ja que no es podien permetre el luxe de mantenir el seu bestiar, i el govern va pagar un preu millor del que podien obtenir als mercats locals».
El president Franklin D. Roosevelt va ordenar al Cos de Conservació Civil que plantés el Shelterbelt de les Grans Planes, un enorme cinturó de més de 200 milions d'arbres des del Canadà fins a Abilene (Texas), per tallar el vent, retenir l'aigua al sòl i mantenir el sòl en el seu lloc. L'administració també va començar a educar els agricultors sobre la conservació del sòl i les tècniques antierosió, com ara la rotació de cultius, l'agricultura en franges, l'aixada de contorns, les terrasses i altres pràctiques agrícoles millorades. El 1937, el govern federal va iniciar una campanya agressiva per animar els agricultors del Dust Bowl a adoptar mètodes de plantació i llaurament que conservaven el sòl. El govern va pagar als agricultors reticents un dòlar per acre per practicar els nous mètodes. L'any 1938, l'esforç massiu de conservació havia reduït en un 65% l'erosió del sòl. La terra encara no va aconseguir una vida digna. A la tardor de 1939, després de gairebé una dècada de brutícia i pols, la sequera va acabar quan finalment les pluges regulars van tornar a la regió. El govern encara va animar a continuar utilitzant mètodes de conservació per protegir el sòl i l'ecologia de les Planes.
Al final de la sequera, els programes que es van implementar durant aquests temps difícils van ajudar a mantenir una relació positiva entre els agricultors estatunidencs i el govern federal.
El Comitè de Sequera del President va emetre un informe el 1935 que cobria l'assistència del govern a l'agricultura durant el 1934 fins a mitjan 1935; va discutir les condicions, les mesures de socors, l'organització, les finances, les operacions i els resultats de l'assistència del govern. En aquest informe s'inclouen nombroses exposicions.

## Impacte econòmic a llarg termini
En moltes regions, més del 75% de la capa superior del sòl va ser remoguda a finals de la dècada del 1930. La degradació del sòl va variar molt. A part de les conseqüències econòmiques a curt termini causades per l'erosió, hi va haver greus conseqüències econòmiques a llarg termini causades pel Dust Bowl.
L'any 1940, els comtats que havien experimentat els nivells d'erosió més significatius van tenir un major descens del valor de les terres agrícoles. El valor per acre de les terres de cultiu va disminuir un 28% a les comarques d'alta erosió i un 17% a les comarques d'erosió mitjana, en relació amb els canvis del valor de la terra a les comarques de baixa erosió. Fins i tot a llarg termini, el valor agrícola de la terra sovint no es va recuperar als nivells anteriors al Dust Bowl. A les zones molt erosionades, es van recuperar menys del 25% de les pèrdues agrícoles originals. L'economia es va ajustar principalment a través de grans descensos de població relativa als comtats més erosionats, tant durant la dècada del 1930 com durant la dècada del 1950.
Els efectes econòmics van persistir, en part, a causa del fracàs dels agricultors per canviar a cultius més adequats per a zones molt erosionades. Com que s'havia reduït la quantitat de terra vegetal, hauria estat més productiu passar dels cultius i el blat als animals i el farratge sec. Durant la depressió i almenys durant la dècada del 1950, hi va haver un ajust relatiu limitat de les terres de conreu lluny de les activitats que es van tornar menys productives a les comarques més erosionades.
Alguns dels fracasos per canviar a productes agrícoles més productius poden estar relacionats amb el desconeixement sobre els beneficis del canvi d'ús de la terra. Una segona explicació és la manca de disponibilitat de crèdit, causada per l'elevat índex de fallida dels bancs als estats de les Planes. Com que els bancs van entrar en fallida a la regió de Dust Bowl a un ritme més elevat que en altres llocs, els agricultors no van poder obtenir el crèdit que necessitaven per obtenir capital per canviar la producció de cultius. A més, els marges de benefici tant en animals com en farratge sec encara eren mínims, i els agricultors tenien pocs incentius al principi per canviar els seus cultius.
Patrick Allitt explica com el seu també historiador Donald Worster va respondre a la seva visita de tornada al Dust Bowl a mitjans de la dècada del 1970 quan va tornar a visitar alguns dels comtats més afectats:
| « | L'agricultura intensiva principal havia transformat l'escena; els pous profunds a l'aqüífer, el reg intensiu, l'ús de pesticides i fertilitzants artificials i les recol·lectores gegants estaven creant collites immenses any rere any tant si plogués com si no. Segons els agricultors que va entrevistar, la tecnologia havia proporcionat la resposta perfecta als vells problemes, els dies dolents no tornarien. En l'opinió de Worster, en canvi, l'escena demostrava que els grangers d'alta tecnologia capitalistes estatunidenques no havien après res. Continuaven treballant d'una manera insostenible, dedicant energia subvencionada molt més barata al cultiu d'aliments del que l'energia podria retornar als seus consumidors finals. | » |

En contrast amb el pessimisme de Worster, l'historiador Mathew Bonnifield va argumentar que la importància a llarg termini del Dust Bowl era «el triomf de l'esperit humà en la seva capacitat de suportar i superar les dificultats i els revers».

## Influència en les arts i en la cultura
La crisi va ser documentada per fotògrafs, músics i escriptors, molts contractats durant la Gran Depressió pel govern federal. Per exemple, l'Administració de seguretat agrícola va contractar nombrosos fotògrafs per documentar la crisi. Artistes com Dorothea Lange van ser ajudats per tenir feina assalariada durant la Depressió. Va capturar el que s'han convertit en imatges clàssiques de les tempestes de pols i les famílies de migrants. Entre les seves fotografies més conegudes hi ha Destitute Pea Pickers in California. Mother of Seven Children (Destitute Pea Pickers a Califòrnia. Mare de set fills), que representava una dona d'aspecte demacrat, Florence Owens Thompson, sostenint tres dels seus fills. Aquesta imatge expressava les lluites de les persones atrapades pel Dust Bowl i va conscienciar a altres parts del país del seu abast i cost humà. Dècades més tard, a Thompson no li agradava la circulació il·limitada de la fotografia i es va molestar pel fet que no rebés diners de la seva emissió. Thompson va sentir que li va donar la percepció com un Dust Bowl «Okie».

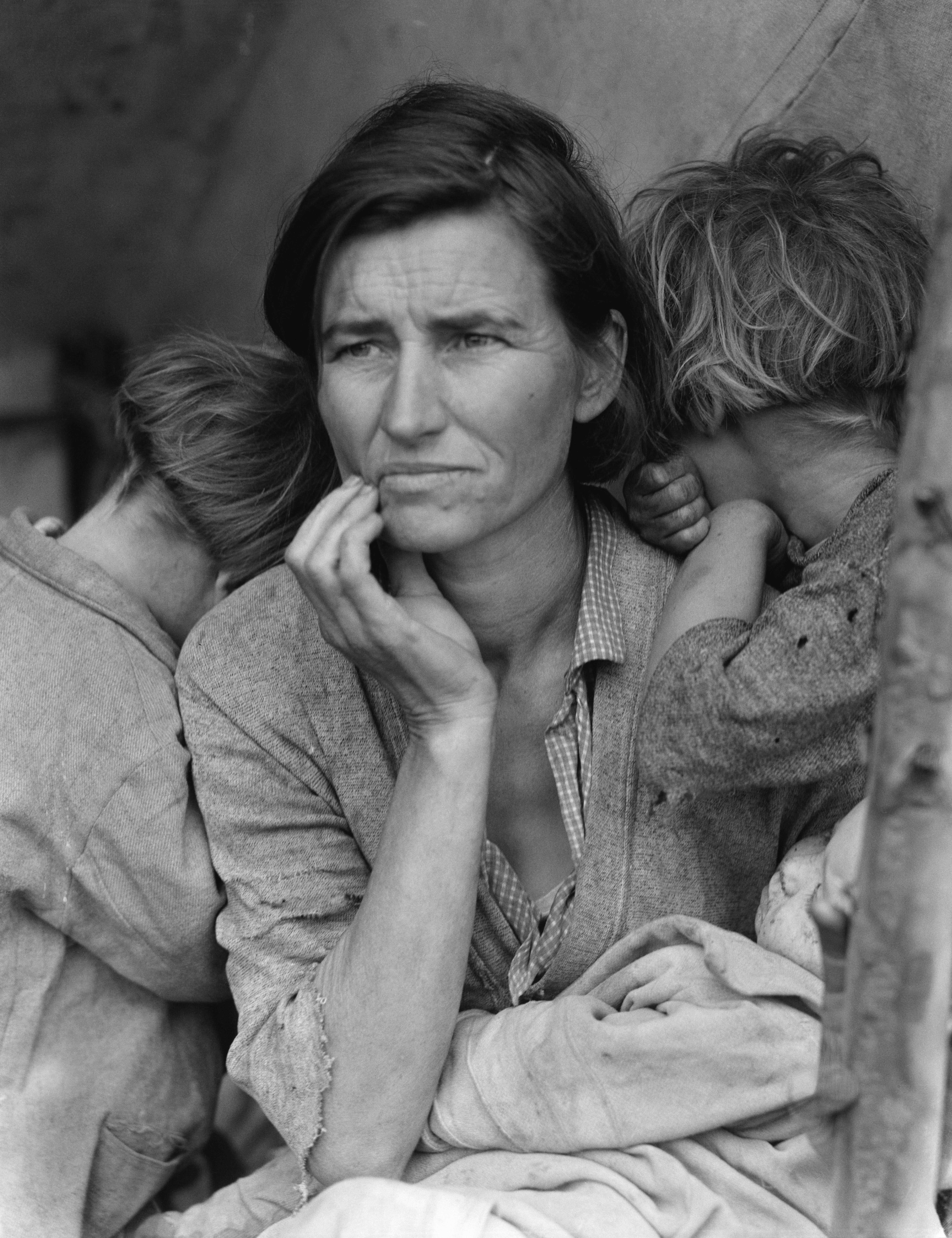
Florence Owens Thompson es veu a la foto «Destitute Pea Pickers a Califòrnia. Mare de set fills», per Dorothea Lange
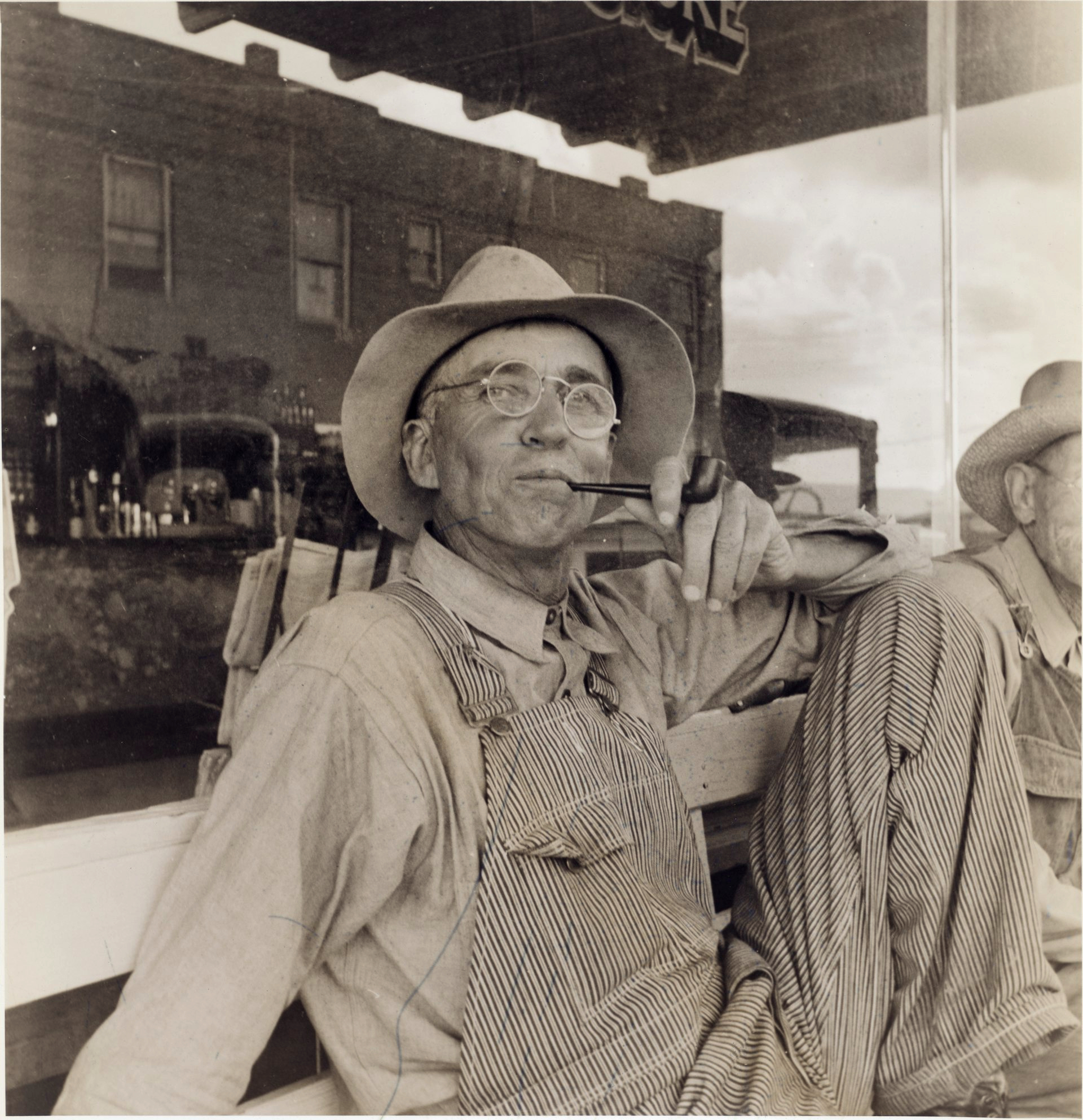
«Agricultors del Dust Bowl de l'oest de Texas a la ciutat», fotografia de Dorothea Lange, juny de 1937.

El treball dels artistes independents també es va veure influenciat per les crisis del Dust Bowl i la Depressió. L'autor John Steinbeck, agafant de prop les notes de camp preses per la treballadora de l'Administració de seguretat agrícola i autora Sanora Babb, va escriure The Grapes of Wrath (El raïm de la ira, 1939) sobre els treballadors migrants i les famílies de granges desplaçades pel Dust Bowl. La novel·la de Babb sobre la vida dels treballadors migrants, Whose Names Are Unknown (Els noms de qui són desconeguts), va ser escrita el 1939, però va ser eclipsada i arxivada com a resposta a l'èxit del treball de Steinbeck, i finalment es va publicar el 2004.
Moltes de les cançons del cantant folk Woody Guthrie, com els del seu àlbum de 1940 Dust Bowl Ballads, parlen de les seves experiències a l'era de Dust Bowl durant la Gran Depressió quan va viatjar amb agricultors desplaçats d'Oklahoma a Califòrnia i va aprendre les seves cançons tradicionals de folk i blues, fet que li va valer el sobrenom de Dust Bowl Troubadour. Els migrants també van influir en la cultura musical allà on anaven. Els migrants d'Oklahoma, en particular, eren rurals del sud-oest que van portar la seva música country tradicional a Califòrnia. Avui, el Bakersfield Sound descriu aquesta barreja, que es va desenvolupar després que els migrants portés la música country a la ciutat. La seva nova música va inspirar una proliferació de sales de ball country fins al sud de Los Angeles.
La pel·lícula de ciència-ficció del 2014 Interstellar presenta una Amèrica devastada del segle xxi que torna a ser escombrada per tempestes de pols (causades per un patogen mundial que afecta tots els cultius). Juntament amb la inspiració de la crisi de la dècada del 1930, el director Christopher Nolan presenta entrevistes del documental de 2012 The Dust Bowl per establir més paral·lelismes.
El 2017, l'artista de gravació Grant Maloy Smith va llançar l'àlbum Dust Bowl – American Stories, que es va inspirar en la història del Dust Bowl. En una ressenya, la revista musical No Depression va escriure que la lletra i la música de l'àlbum són «tan potents com Woody Guthrie, tan intenses com John Trudell i empolsades amb les proves i tribulacions de Tom Joad - Steinbeck i The Grapes of Wrath».

## Canvis en l'agricultura i la població a les Planes
Les terres agrícoles i els ingressos van créixer durant la Primera Guerra Mundial, però van caure durant la Gran Depressió i la dècada del 1930. La terra agrícola que es va veure més afectada pel Dust Bowl va ser de 6,5 milions d'hectàrees de terres de Texas i Oklahoma. Aquests vint comtats, que el Servei de Conservació del Sòl del Departament d'Agricultura dels Estats Units va identificar com la pitjor regió erosionada pel vent, van ser la llar de la majoria dels migrants de les Grans Planes durant el Dust Bowl.
Si bé la migració des i entre els Estats de la Gran Plana del Sud va ser més gran que la migració a altres regions a la dècada del 1930, el nombre de migrants d'aquestes zones només havia augmentat lleugerament a partir de la dècada del 1920. Així, el Dust Bowl i la Gran Depressió no van desencadenar un èxode massiu de migrants del sud, simplement va animar aquests migrants a seguir movent-se on en altres zones la Gran Depressió limitava la mobilitat per problemes econòmics, disminuint la migració. Si bé la població de les Grans Planes va disminuir durant el Dust Bowl i la Gran Depressió, la caiguda no va ser causada per un nombre extrem de migrants que abandonaven les Grans Planes, sinó per la manca de migrants que es traslladaven des de fora de les Grans Planes cap a la regió.

## Documentals
- 1936 - The Plow That Broke the Plains – 25 minuts, dirigit per Pare Lorentz.
- 1998 - Surviving the Dust Bowl – 52 minuts, temporada 10, episodi de la sèrie de TV documental American Experience.
- 2012 - The Dust Bowl – 240 minuts, 4 episodis, dirigit per Ken Burns.